# Müller a.d.H. Kunda

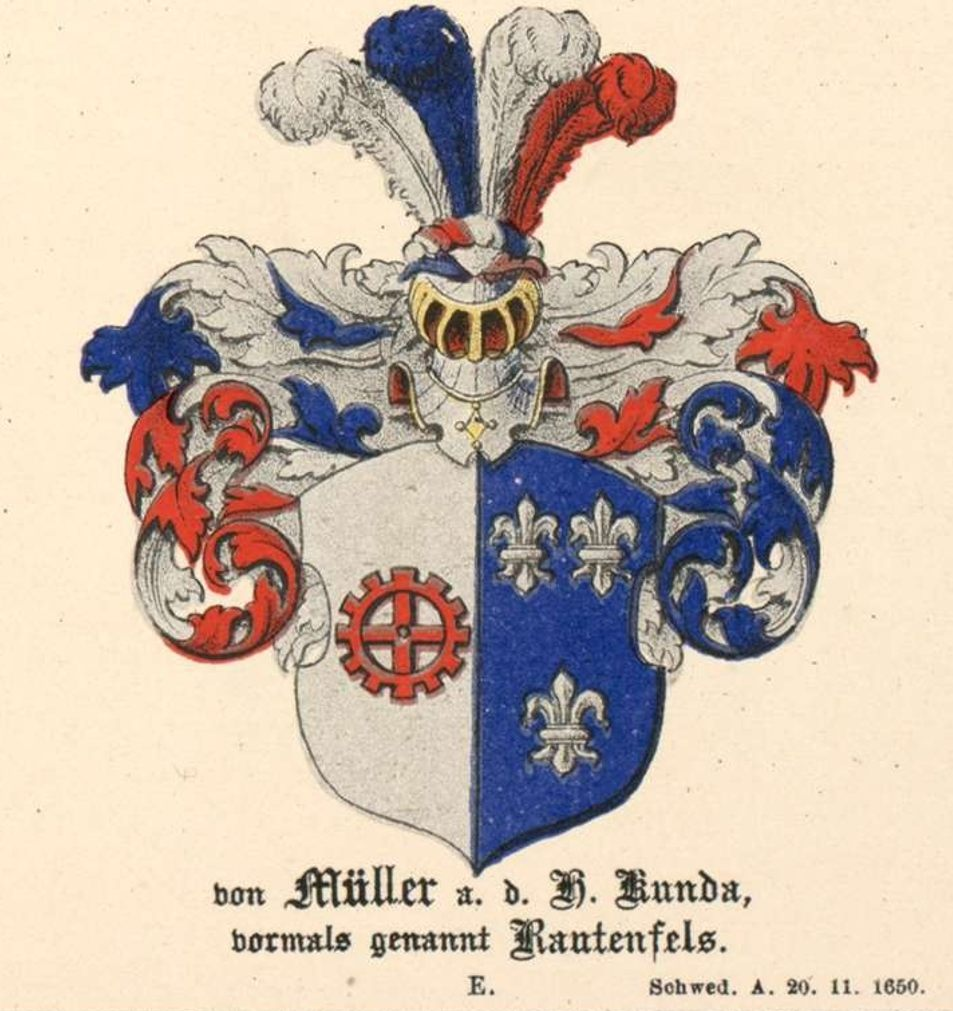
Wappen derer von Müller a.d.H. Kunda

Müller ist der Name eines baltischen Adelsgeschlechtes, welches in der zweiten Hälfte des sechzehnten Jahrhunderts aus Lüneburg kommend Ratsherren in Reval stellte und 1650 in Estland schwedisch nobilitiert wurde.
Es besteht Stammesverwandtschaft mit den Müller von der Lühne, die ungefähr gleichzeitig im Baltikum auftraten.

## Geschichte
Mit der Einwanderung der aus dem Lüneburger Patriziat stammenden Salzjunker Dietrich und Anton Müller beginnt die Präsenz der Familie im Baltikum. Nachfahren des Dietrich Müller stellten über etwa drei Generationen Ratsherren der Stadt Reval. Der Ratsherr Johann Müller der Ältere war 1635 Gastgeber einer 126 Personen zählenden Gesandtschaft des Herzogs von Holstein-Gottorf, die unter Führung von Otto Brüggemann und Philipp Crusius auf dem Weg über Moskau nach Persien war, und dabei wurden die Gesandten Crusius und Adam Olearius mit dessen Töchtern verheiratet. Olearius beschrieb in seinen Reiseberichten den Aufenthalt auf dem Gut Kunda.
Die schwedische Nobilitierung erfolgte am 20. November 1650 nach der Heirat eines Sohnes des oben genannten Ratsherrn, nämlich Johann Müller d. Jüngeren (ab 1646 Müller von Fahrensbach), mit einer Erbin des Adelsgeschlechtes Fahrensbach. In dem nobilitierten Sippenkreis Müller von Fahrensbach waren auch die Brüder des Johann Müller d. Jüngeren und sämtliche Nachfahren mit berücksichtigt.
Einer davon, Gustav Heinrich von Müller († 1719 Stockholm); wurde 1710 in den schwedischen Freiherrenstand erhoben und zählte zum engeren Beraterkreis des Königs Karl XII. Andere Namensträger wurden, nach der Immatrikulation in der livländischen, im Jahr 1818 auch in die finnische Ritterschaft introduziert.

## Wappen
Blasonierung: Das Wappen zeigt einen von Weiß und Blau gespaltenen Schild. Im weißen Feld ein rotes Mühlrad und im blauen drei (2, 1) weiße Lilien. Auf dem Helm (Turnierhelm) mit weiß-blau-rotem Helmwulst und ebensolchen Helmdecken, ein Federbusch aus vier Federn, von denen zwei weiß und die anderen rot und blau sind.
Weitere Wappendarstellungen (nach Klingspor, 1886):

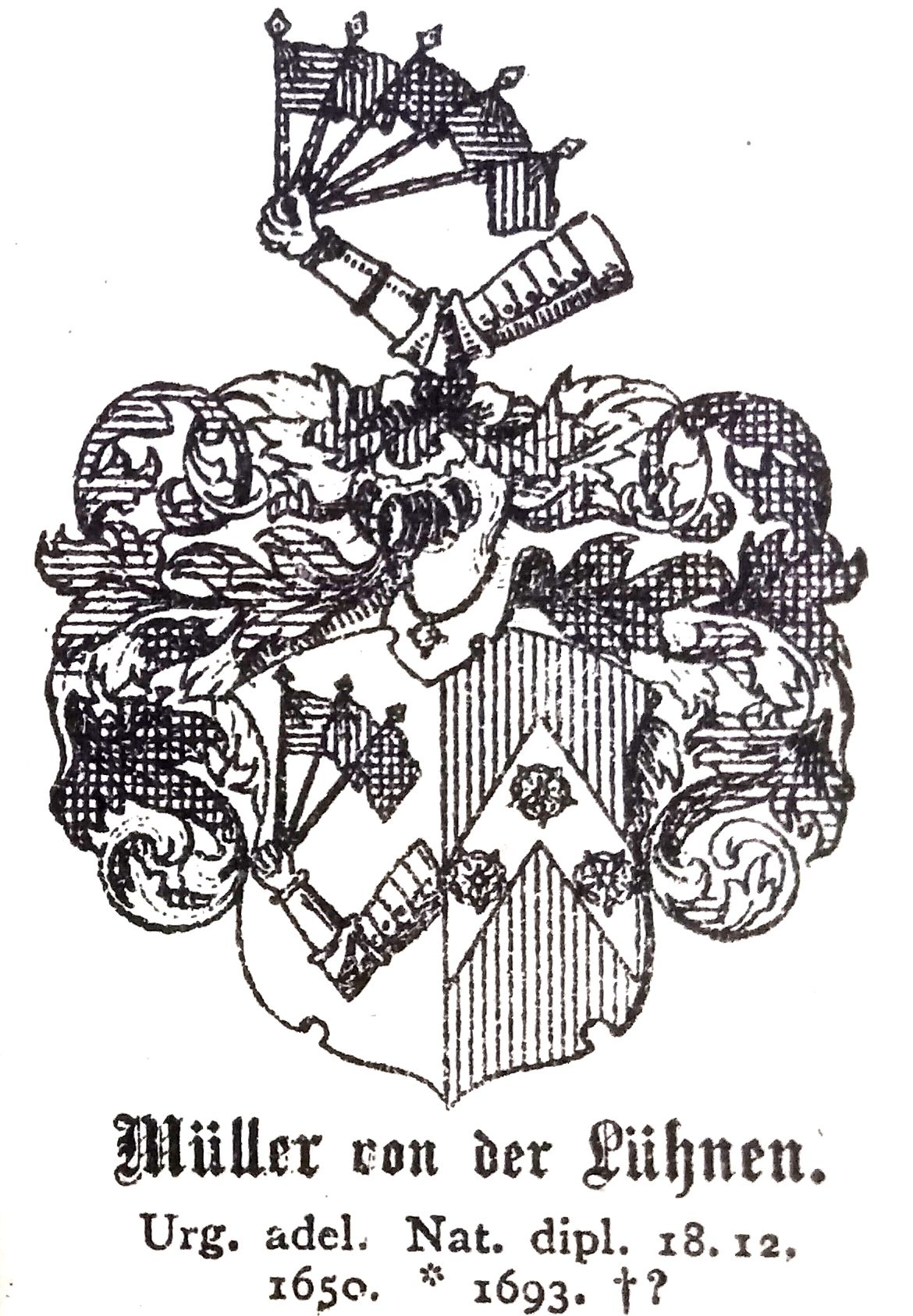
Müller von der Lühnen (1650)
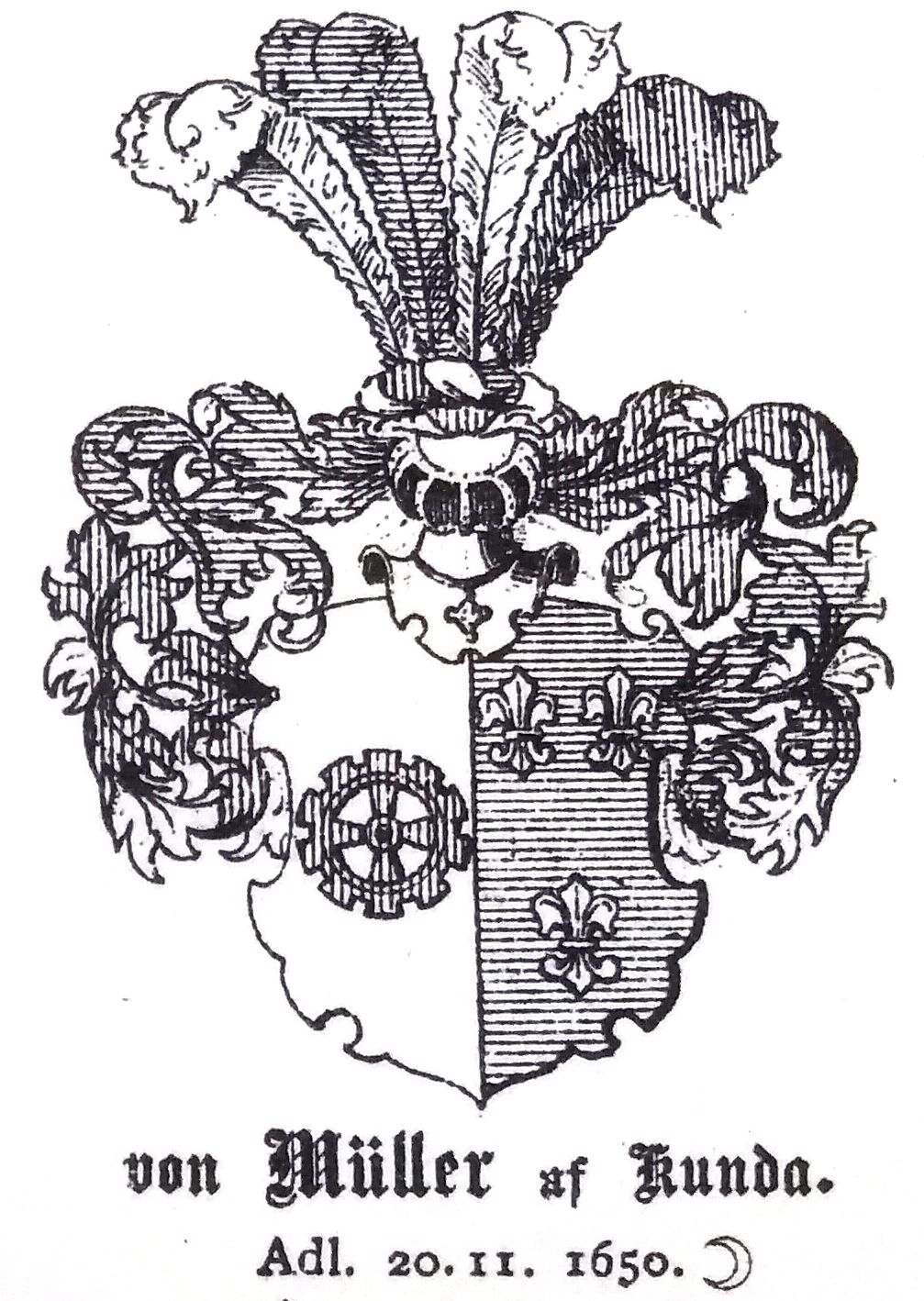
Müller af Kunda (20. November 1650)
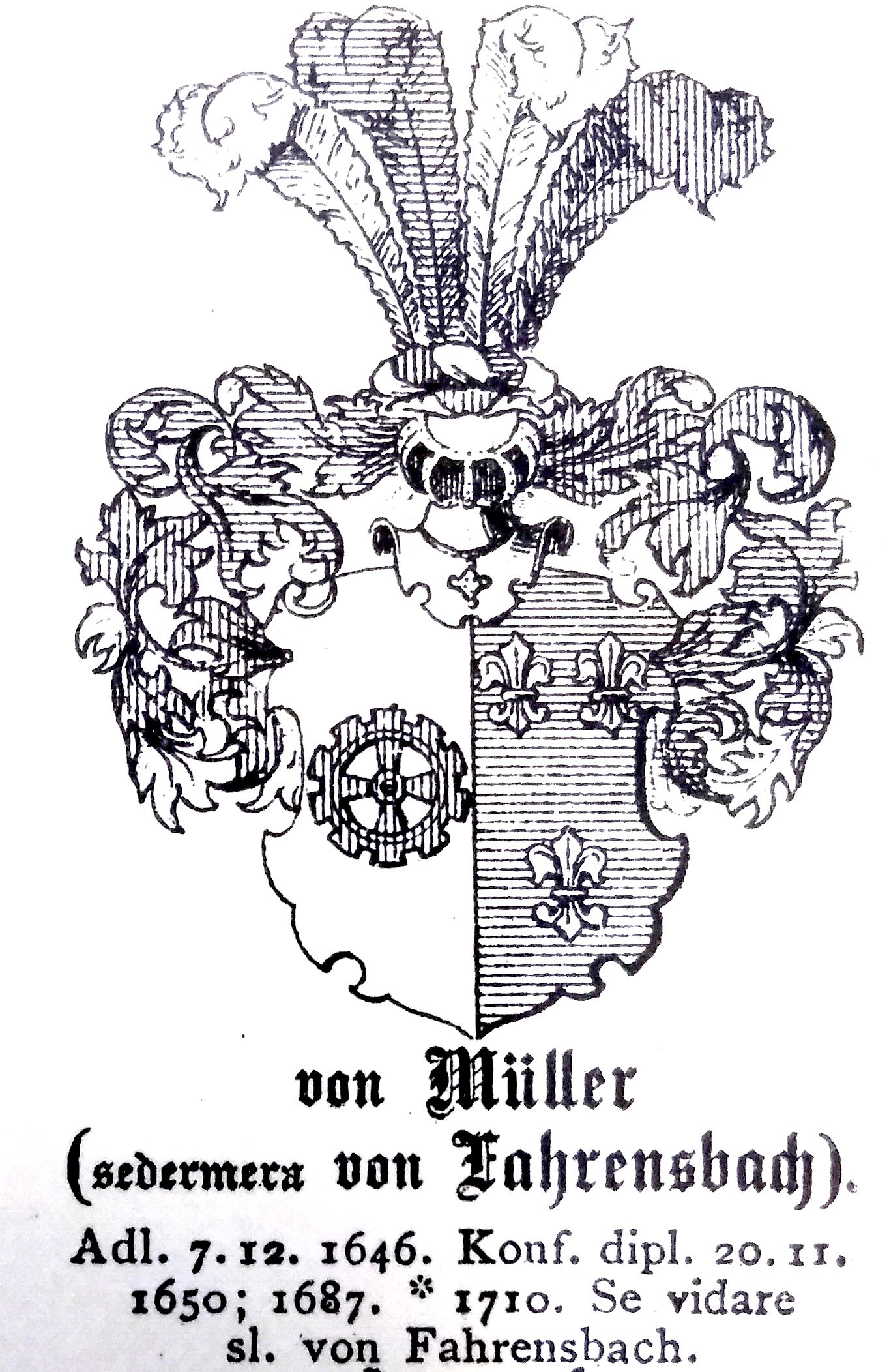
Müller von Fahrensbach (1646)
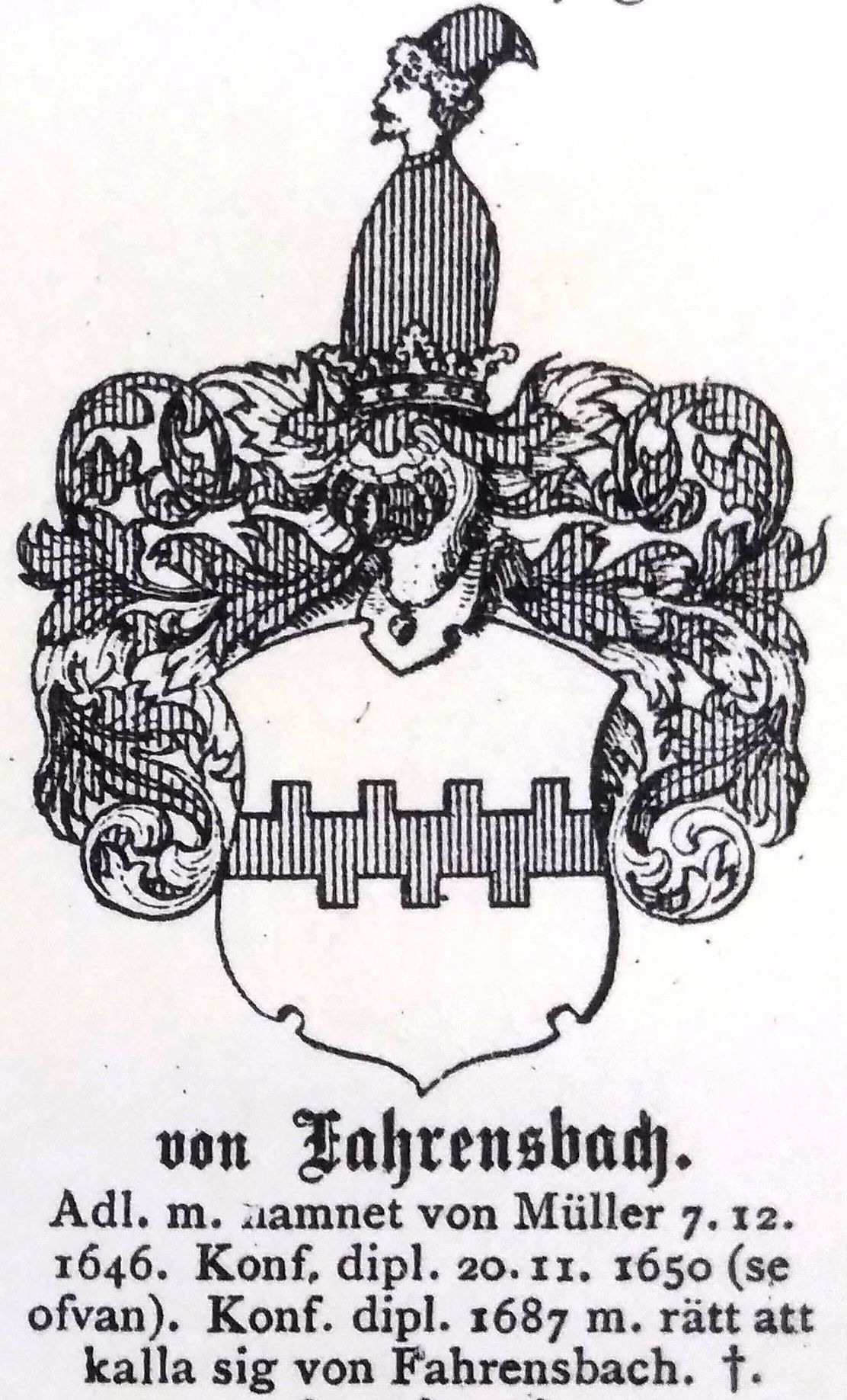
Fahrensbach-Müller (1646)
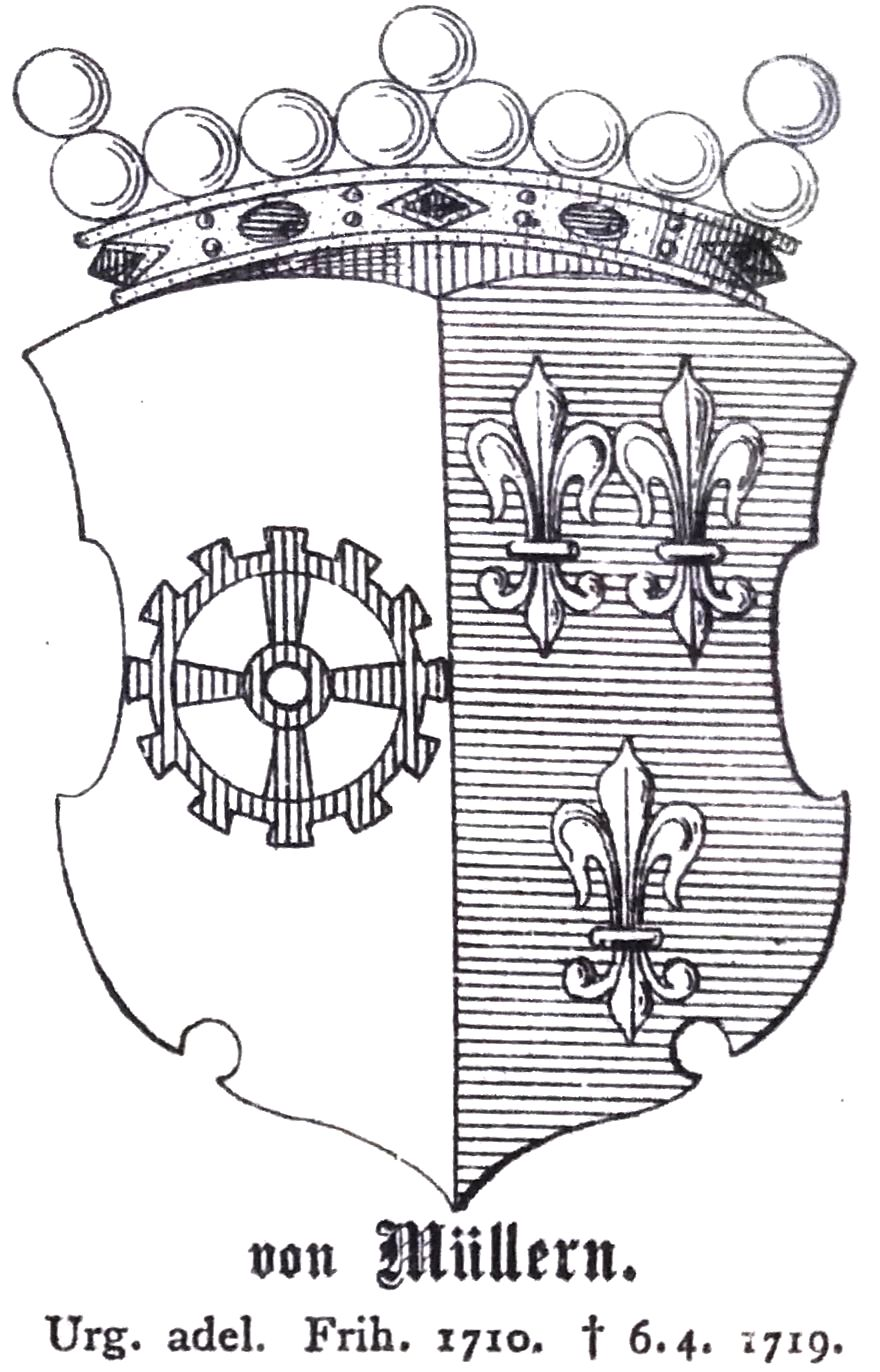
Freiherr von Müllern (1710)

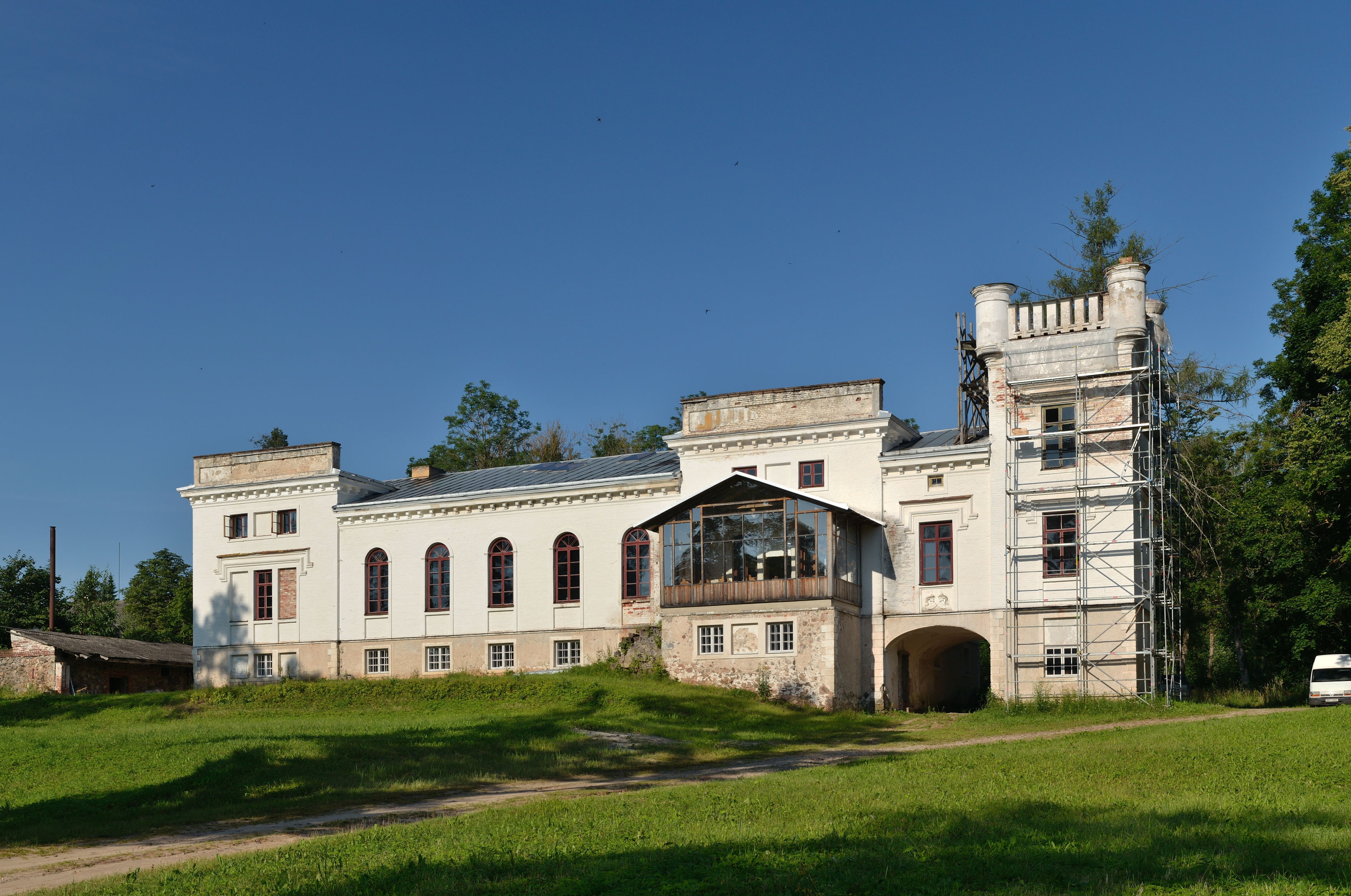
Herrenhaus Sommerpahlen (erneuert durch Familie von Möller um 1860)

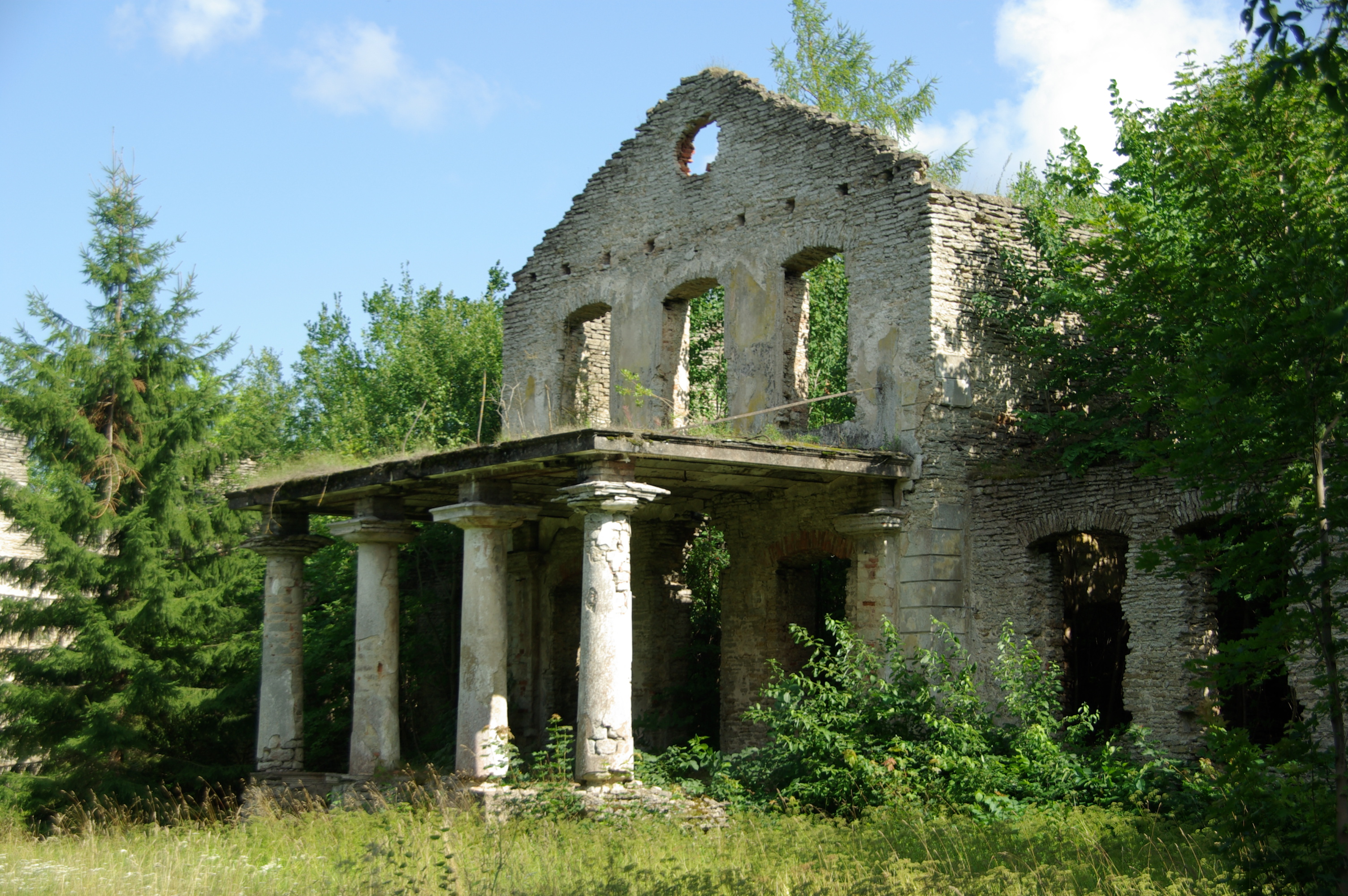
Gut Kunda

## Historischer Güterbesitz
Das Geschlecht besaß u. a. die Güter Kunda, Errides/Errireda und Pallifer in Wierland und Sommerpahlen im Südosten Estlands. Sommerpahlen wechselte aus dem Besitz derer von Kursel, Fahrensbach und Müller letztlich in den Besitz der Familie Möller.

## Filiation (teils unsicher)
Antonius Müller, Salzjunker zu Lüneburg (emigriert mit Familie nach Reval)
- Bernhard Müller; ⚭ Lucia von Steinbach
  - Burchard Müller von der Lühne (* 1604; † 1670) Stammvater der Müller von der Lühne
    - Carl Leonhard Müller von der Lühne

Dietrich Müller, Salzjunker zu Lüneburg (emigriert mit Familie nach Reval); ⚭ Elske Becker (Tochter des Gottschalk Becker, Ratsherr in Lüneburg)

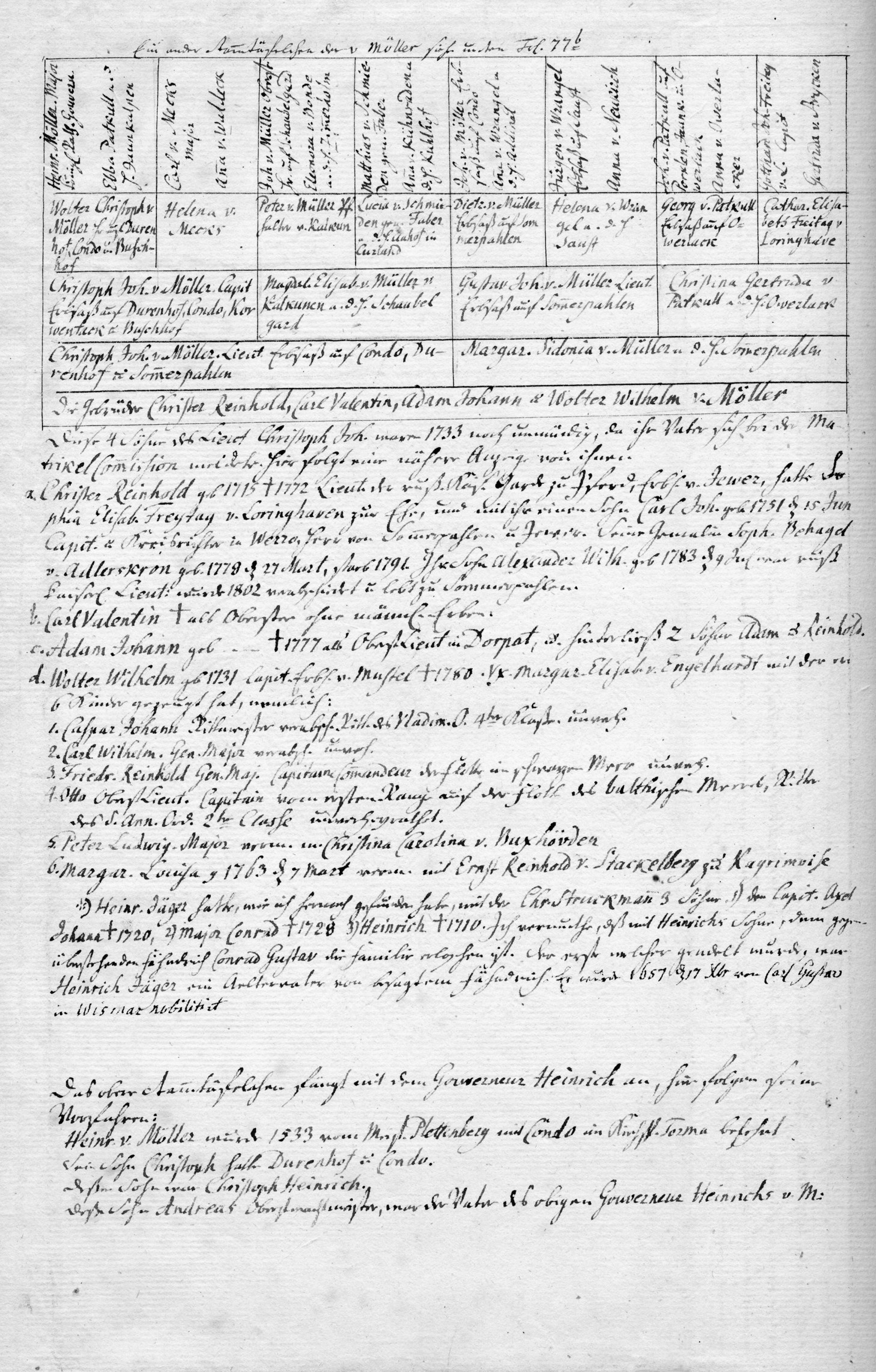
Ahnen der Margaretha Sidonia von Müller (Brotze, 1784)

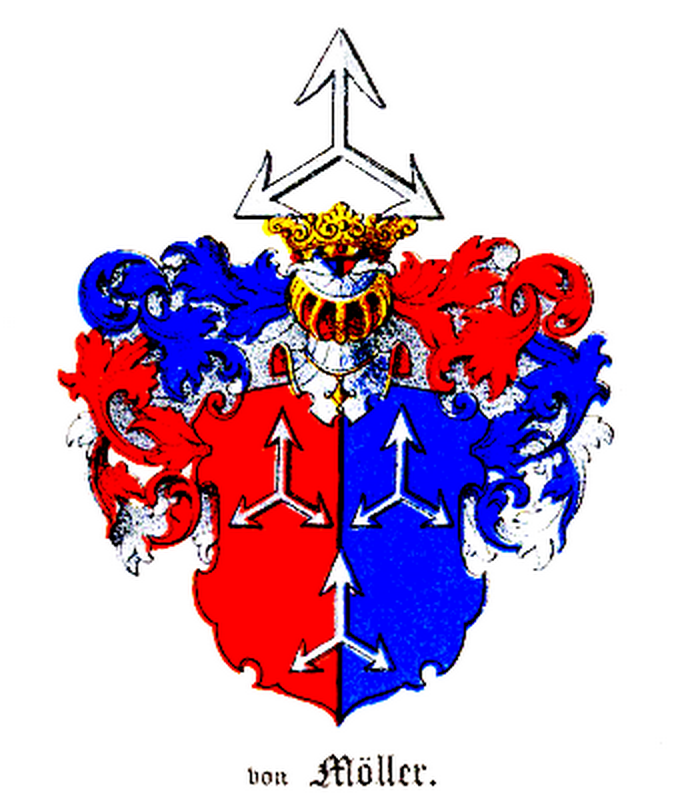
Wappen derer von Möller

- Ahnen der Margaretha Sidonia von Müller (Brotze, 1784)(?) Lorenz Möller (Theologe) (* in Dorpat; † vermutlich 1571 in Reval)
- Hans Johann Müller (Möller) (* 1545 Lüneburg; † 1597 Narwa), Revaler Ratsherr, ⚭ (1) Anna von Wrangel zu Adinal, ⚭ (2) 1581 Anna Brüggemann[3]
  - Johann Müller auf Kunda, der Ältere (* 1582 Narva; † 1639 Reval), Revaler Ratsherr; ⚭ Margarethe von Pröbsting
    - Maria Müller; ⚭ April 1639[4] Philipp Crusius von Krusenstjerna
    - Catharina Müller; ⚭ 15. Oktober 1640 Adam Olearius
      - Maria Elisabeth Oehlschlegel (* 1640; † 20. Dezember 1681); ⚭ Burchard Niederstedt, holsteinischer Hofrat[5]
      - Philipp Christian Oehlschlegel (* 1658), stud. Medizin in Kiel, 1689 Doktor med. in Erfurt

    - Dietrich von Müller, auf Kunda und (ab 1652) Sommerpahlen († etwa 1673) am 20. November 1650 mit Bruder Johann geadelt, 1652 Major; ⚭ Magdalena von Wrangel (* 10. November 1634; † 12. März 1708)
      - Georg von Müller, 1682 Leutnant in Oberst Schwerins Regiment in Pommern
      - Gustav Johann von Müller, auf Sommerpahlen, († um 1699) Admiralitätsleutnant
        - Wappen derer von Möller Margaretha Sidonia von Müller († 1766) Erbin von Sommerpahlen; ⚭ Christoph Johann von Möller († 13. April 1757) Stammvater "Möller a.d.H. Sommerpahlen"[6], Großvater des russischen Marineministers Otto Berend von Möller

    - Johann von Müller (ab 1646 Müller von Fahrensbach), der Jüngere a. Kunda (* 1618 Reval; † 1711 Wierland) Major im schwedischen Regiment Ludwig Taube; ⚭ um 1646 N.N. von Fahrensbach
      - Anna Dorothea Müller von Fahrensbach († 1747); ⚭ Hans Ernst von Maydell
      - Johann Dietrich (Müller) von Fahrensbach, Rittmeister im Regiment Anders von der Pahlen 1689
        - Karl Johann (Müller) von Fahrensbach (* 1686; † 1721/1727), letzter seines Namens[7]

    - Heinrich von Müller, a. Errides/Errireda und Perrifer in Wierland († um 1708), ab 1650 mit Bruder Johann geadelt, um 1655 Assessor am Domstuhl von Wierland zu Jerwen
      - Didrik von Müller,(† 1670 bei Brandenburg) Fähnrich im Regiment v. Graf Oxenstierna
      - Johann von Müller, Oberst; ⚭ Beata Drake
        -  ? Didrik von Müller; ⚭ Helena von Wrangel (* um 1634; † 1708)
        -  ? Friedrich Gottlieb von Müller, imm. Livländische Ritterschaft
          - Axel Gottlieb von Müller (* 1762), imm. Finnische Ritterschaft 1818
            - Elisabeth Charlotte von Müller (* 1799; † 1871 Sankt Petersburg); ⚭ Karl Ludwig von Gerwais
            - Georg Alexander von Müller (* 1817; † 1865), um 1843 Jekaterinoslaw-Grenadiere, 1855 Stabskapitän, dann russischer Oberstleutnant; ⚭ Natalia Charlotta Bernhard
              - Alexander Karl von Müller (* 29. September 1860)

      - Gustav Heinrich von Müller (* um 1664; † 9. April 1719 Stockholm); 1699 Gesandter in Kurpfalz, Trier, Köln und Lothringen, 1708 Staatssekretär und Kanzleirat, 1709 mit Karl XII. in Bender, 1710 schwedischer Hofkanzler, 1714 Gesandter am Hof in Wien

    - Reinhold Müller
    - Karl Gideon Müller, Kornett in Prinz Birkenfelds Leibkompanie[8]